# Kruidenkaas
Kruidenkaas is een smeerbare of vaste kaas. De kaas wordt op smaak gebracht met een of meerdere kruiden, zoals dille, peterselie, bieslook of rozemarijn. Er kan onderscheid gemaakt worden tussen een smeerbare kruidenkaas of een vaste kruidenkaas.

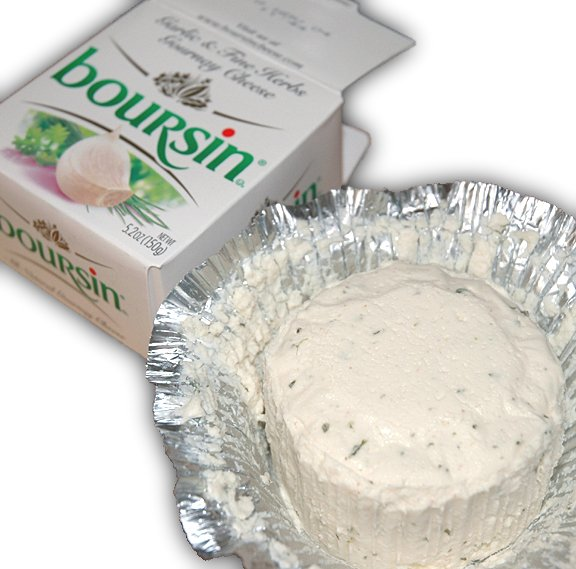
Boursin-kruidenkaas met knoflook

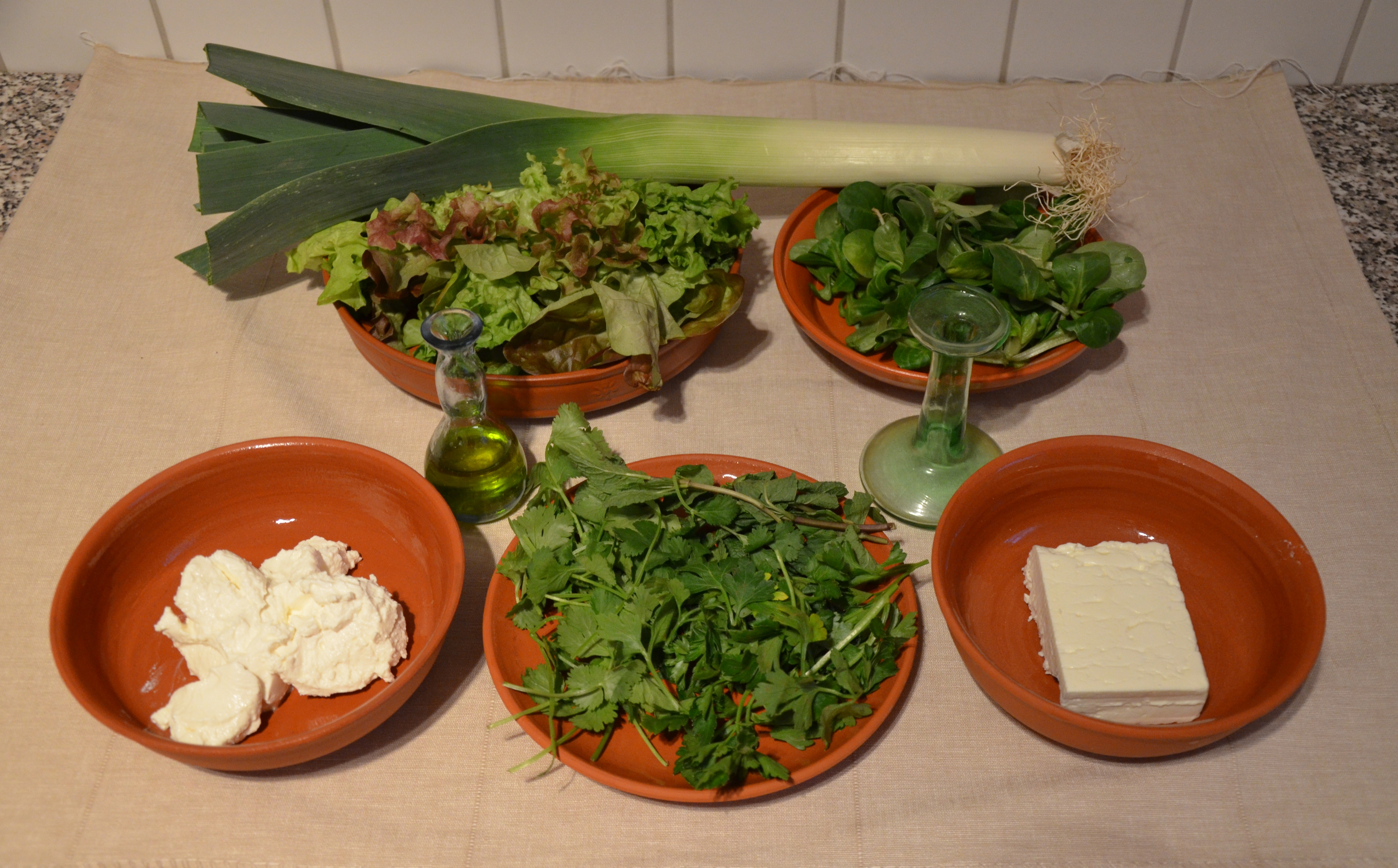
Verschillende ingrediënten waarmee kruidenkaas gemaakt kan worden

## Smeerbare kruidenkaas
Er is altijd een bewerking nodig om het product kruidenkaas te verkrijgen. De basis van smeerbare kruidenkaas kan (gedeeltelijk) bestaan uit roomkaas, mascarpone, kwark, yoghurt, (soja)room, crème fraîche of ricotta. Soms is dit aangevuld met een plantaardige olie of andere additieven zoals knoflook(poeder), ui(enpoeder), peper, zout of zelfs mayonaise. Smeerbare kruidenkaas kan onder andere gesmeerd worden op brood, gebruikt worden als smeerdip of toegevoegd worden aan gerechten zoals pasta's of soepen.
Er zijn verschillende fabrikanten die met een vaste receptuur voor kruidenkaas werken. Vaak worden de merknamen als soortnamen gebruikt. Daarnaast verkopen veel supermarkten een eigen huismerk kruidenkaas.
Voorbeelden van verschillende bekende kruidenkazen:
- Boursin
- Garlan
- Heks'nkaas
- Paturain
- Philadelphia (naast het standaardproduct vanaf 1974 ook kruidenkaas)
- Witte wievenkaas

De vraag of de smaak van bovenstaande kruidenkazen zo uniek zijn dat het tegen plagiaat beschermd kan worden, staat ter discussie. Een bekend voorbeeld is het product Heks'nkaas. In 2014 kwam supermarkt Aldi met een "Witte Wievenkaas" op de markt. De producent van Hek'snkaas claimde eigenaar te zijn van de smaak. In 2018 heeft het Europees Hof van Justitie echter bepaald dat een smaak van een voedingsmiddel niet auteursrechtelijk beschermd kan zijn.

## Vaste kruidenkaas
Naast de smeerbare kruidenkaas worden hardere kazen soms ook kruidenkaas genoemd. Dit zijn vaak blokken kaas waar kruiden aan zijn toegevoegd. Voorbeelden zijn basilicumkaas, pestokaas of tuinkruidenkaas. Ook kazen waar specerijen aan zijn toegevoegd worden vaak kruidenkaas genoemd. Een bekend voorbeeld is komijnekaas, waar komijnzaad aan is toegevoegd.